# Liste der Baudenkmäler in Saarlouis
In der Liste der Baudenkmäler in Saarlouis sind alle Baudenkmäler der saarländischen Stadt Saarlouis nach ihren Ortsteilen aufgelistet. Grundlage ist die Veröffentlichung der Landesdenkmalliste im Amtsblatt des Saarlandes vom 22. Dezember 2004 und die aktuelle Teildenkmalliste der Kreisstadt Saarlouis in der Fassung vom 16. Dezember 2013.

## Beaumarais
| Lage                                               | Bezeichnung                                                                    | Beschreibung | Bild |
| -------------------------------------------------- | ------------------------------------------------------------------------------ | --- | ---- |
| Am Soutyhof Lage                                   | Gutshof Soutyhof, Herrenhaus und Turm                                          | Der Soutyhof wurde 1682/83 von dem Platzmajor Charles de Lamont erbaut und gelangte 1798 in den Besitz der Familie Souty. Anfang des 20. Jahrhunderts wurde der Gutshof als Schlachthof der Stadt Saarlouis genutzt. 1982 wurden die Wirtschaftsgebäude dann abgerissen und in der geschlossenen Grundrissform des ehemaligen Gutshofs eine Wohnanlage errichtet. Nur das alte Herrenhaus und der Turm wurden erhalten. |      |
| Frau-von-Salis-Straße 1 (Hauptstraße) Lage         | Katholische Kapelle St. Valentin                                               | Die Kapelle wurde um 1700 im Park des Schlosses der Familie von Talhau errichtet. Der schlichte Saalbau mit Stichbogenfenstern und Rundbogenportal wird von einem geschieferten Dachreiter überragt. |      |
| Frau-von-Salis-Straße 1 (Wallerfanger Straße) Lage | Kellergewölbe                                                                  | Aus der ersten Hälfte 19. Jahrhunderts |      |
| Hauptstraße Lage                                   | Grabmal des Gaspard Victor Hubert de Galhau                                    | Das 1830 errichtete Grabmal besteht aus einem schlichten Kreuz auf einem hohen Sockel mit Inschrift und Relief im klassizistischen Stil. |      |
| Hauptstraße Lage                                   | Katholische Kirche St. Petrus und Paulus mit Ausstattung, Glocken und Kirchhof | St. Peter und Paul entstand in den Jahren 1840 bis 1847 nach Entwürfen des Kreisbaumeister Birck. 1884 wurde die Kirche einer Renovierung unterzogen und erhielt eine neue Ausstattung. Im Innenraum wurde eine Empore mit gusseiserner Wendeltreppe erbaut, dass Innere im neuromanischen Stil nach Plänen des Architekten Jacquemin aus Metz umgebaut. Die Rundbogenfenster wurden mit Maßwerk versehen. Man betritt den klassizistischen Saalbau über ein Portal im Westturm, der leicht in das Landhaus geschoben wurde. An das vierachsige Langhaus schließt sich ein dreiseitiger polygonalen Chor an. Die flache Kassettendecks geht über eine Hohlkehle in die Wände über. |      |
| Hauptstraße 2 Lage                                 | Katholisches Pfarrhaus, Wohnhaus                                               | Das ehemalige Pfarrhaus wurde 1762 errichtet und erhielt 1857 einen Anbau mit Schulterbogen- und Rechteckfenstern und Eckquaderung. Der zweigeschossige Putzbau mit Mansardendach war ursprünglich Wohnhaus der Barbe Céline Freifrau von Salis, geb. von Galhau. |      |
| Hauptstraße 4 Lage                                 | Wohnstallhaus                                                                  | Typisches Wohn-Stallhaus aus dem 19. Jahrhundert. Der zweigeschossige Bau mit Satteldach besteht aus einem zweiachsigen Wohnteil mit Rechteckfenstern und Rechteckportal und einem Stallteil mit Rundbogentor. |      |
| Hauptstraße 6 Lage                                 | Hofgut mit Wohnhaus, Hoftor, Wirtschaftsgebäuden, Wagenremise, Werkstatt       | Das Hofgut aus dem 18. Jahrhundert besteht aus Wohnhaus mit anschließendem Hoftor, einem Stallgebäude, Scheune, Wagenremise und Werkstatt. Das zweigeschossige Wohnhaus mit Mansarddach besitzt zur Straßenseite Segmentbogenfenster und zum Hof hin Stichbogenfenster. |      |
| Hauptstraße 8 Lage                                 | Bigots Schlösschen, Wohnhaus mit Wirtschaftsgebäude                            | Das Wohnhaus mit Wirtschaftsgebäuden stammt aus dem 18. Jahrhundert und ist ein zweigeschossiger Bau mit Mansarddach. Rustizierten Ecklisenen gliedern den Bau, rustizierte Torpfosten mit reich verzierten Bekrönungen und geschwungenen Torgittern schmücken den Eingangsbereich. Zum terrassierten Garten gehört ein barockes Gartenhaus mit Mansarddach und Stichbogenfenstern. |      |
| Hauptstraße 20 Lage                                | Wohnhaus                                                                       | Das Wohnhaus wurde 1690 erbaut. Das zweigeschossige Gebäude mit Satteldach besitzt Schulterbogenfenster und ein Segmentbogenportal mit damüberliegendem querovalem Okulus. Auf der Rückseite findet sich ein aufwendig gestalteter sechseckiger Treppenturm. |      |
| Hauptstraße 42/44 Lage                             | Wohnhaus                                                                       | Haus Nr. 42 wurde 1771 erbaut, das benachbarte Haus Nr. 44 im 18. Jahrhundert. Der zweigeschossige Bau mit Satteldach besitzt sowohl Segmentbogen- als auch Rechteckfenster und Rechteckportale. Das Portal des älteren Hauses mit aufwendig gestalteter Rahmung und Girlande sowie darüberliegender, reich verzierter Figurennische. |      |
| Hauptstraße 79 Lage                                | Wohnhaus                                                                       | Der zweigeschossige Bau mit Satteldach wurde 1775 errichtet. Ein Geschossgesims und Ecklisenen gliedern den Baukörper. Das reich profilierte Rechteckportal mit Oberlicht und Figurennische ist in barocken Formen ausgeführt. |      |
| Hauptstraße 124/128 Lage                           | Wohnhaus                                                                       | Das Wohnhaus aus dem Jahr 1792 (Haus Nr. 124) wurde im 18. Jahrhundert um das Haus Nr. 128 ergänzt. Dieses wurde im 19. Jahrhundert umgebaut. Der zweigeschossige Bau mit Satteldach wird von Rechteck- und Stichbogenfenstern belichtet. Das ältere Haus Nr. 124 besitzt ein profiliertes Segmentbogenportal und Jahreszahl im Schlussstein. |      |
| Hauptstraße 166 Lage                               | Wohnhaus                                                                       | Der schmale, zweigeschossiger Bau mit Satteldach wurde im Jahr 1764 erbaut. Er besitzt ein reich profiliertes Segmentbogenportal mit Jahreszahl im Schlussstein. |      |
| Wallerfanger Straße 97 Lage                        | Gartenhaus mit Garten                                                          | 18. Jh. |      |

## Fraulautern
| Lage                     | Bezeichnung                                                   | Beschreibung | Bild |
| ------------------------ | ------------------------------------------------------------- | --- | ---- |
| Klosterstraße Lage       | Wohnhaus                                                      | Der Torbau wurde im 12. Jahrhundert als Wohnhaus erbaut. Die Prinzessin Soubise lebte hier um 1760 in der Verbannung. Das Gebäude war ursprünglich mehrflügelig geplant, ausgeführt wurde aber nur der Ostflügel. Der zweigeschossige Putzbau mit Mansardendach wird von Eckquaderungen und einem Geschossgesims gegliedert. Segmentbogenfenster belichten das Gebäude, ein von Pilastern gerahmtes Rundbogentor sitzt im Erdgeschoss. nach Zerstörung im Zweiten Weltkrieg baute der Stadtbaurat Peter Focht das Gebäude wieder auf. |      |
| Klosterstraße 17 Lage    | Augustinerinnen-Kloster, Kirche, Kreuzgangmauern 1906, Kirche | Das Augustinerinnen-Kloster wurde zwischen 1127 und 1129 erbaut. In der Folgezeit wurde das Kloster mehrfach erweitert und umgebaut. Nach starken Zerstörungen im Zweiten Weltkrieg ist von der ehemaligen Klosterkirche nur noch der Westgiebel und die Außenmauern des Kreuzganges erhalten. Ab 1949 wurde das Kloster von Stadtbaurat Peter Focht in historisierenden Formen als mehrteiliger Komplex wiederaufgebaut. Heute dient es als Grundschule.                                                                             |      |
| Lebacher Straße 59 Lage  | Bauernhaus                                                    | Der zweigeschossige Bau wurde 1906 als Bauernhaus errichtet. Das steinsichtige Gebäude mit Stichbogenfenster, Stichbogenportal und -tor besteht aus einem Wohn- und Wirtschaftsteil. Geschoss- und Konsolgesimse gliedern das Gebäude. |      |
| Lebacher Straße 135 Lage | Bauernhaus                                                    | Der zweigeschossige Bau mit Wohn- und Wirtschaftsteil wurde Anfang des 20. Jahrhunderts erbaut. Zweigeschossiger Bau mit Wohn- und Wirtschaftsteil. Ein Satteldach mit Dachgauben deckt den Baukörper, Stichbogen- und Rechteckfenster belichten das Haus mit Stichbogentor und Eckquaderung. |      |
| Rodener Straße Lage      | Friedhofskapelle St. Apollonia                                | Die ehemals Pfarrkirche St. Trinitatis wurde 1540 als spätgotische Saalkirche erbaut. Der romanische Chorturm stammt aus der Zeit um 870. 1840 wurde das Gotteshaus stark verändert. An das dreiachsige Landhaus mit hoch gelegenen Rundbogenfenstern schließt sich auf der einen Seite ein Turm über quadratischem Grundriss an. Seine rundbogigen Schallarkaden sind über ein Sohlbankgesims verbunden. Auf der anderen Seite liegt ein eingezogener, polygonaler Chor mit dreiseitigem Abschluss.                                  |      |
| Wirtstraße 2 Lage        | Wohn- und Geschäftshaus                                       | Der zweigeschossige Fachwerkbau mit Satteldach und Rechteckfenstern wurde vor 1870 errichtet. Das Portal liegt auf einer Gebäudeecke. Es ist das einzige außerhalb der Festung Saarlouis erhaltenes Gebäude, das nach dem Festungsgesetz in Leichtbauweise errichtet wurde. |      |

## Lisdorf
| Lage                            | Bezeichnung                                     | Beschreibung | Bild |
| ------------------------------- | ----------------------------------------------- | --- | ---- |
| Auf der Holzmühle 2 Lage        | Holzmühle                                       | Das Mühlengebäude des 18. Jahrhunderts besteht aus einem Wohnteil und großem Scheunenanbau. Die Mühle gehörte dem Kloster Wadgassen. |      |
| Großstraße 49 Lage              | Wegekreuz                                       | Wegekreuz mit gotisiertem Postament von 1876 mit Inschrift. |      |
| Kleinstraße Lage                | Kath. Kirche St. Crispinus und St. Crispinianus | Ältester Teil der Kirche ist der Turm aus dem Jahr 1717. Im Jahr 1764 wurde das Kirchenschiff nach Plänen des Architekten Heinrich Eckhardt als kleiner, barocker Saal mit vier Fensterachsen errichtet. 1928/29 erweiterten die Architekten Ludwig Becker und Anton Falkowski die Kirche im neobarocken Stil um ein Querschiff mit je drei Fensterachsen und Dreiecksgiebeln, ein Chorjoch, zwei Nebenchöre und einen Chorraum. Im Jahr 1960 stürzte der Chorraum ein, wurde aber im gleichen Jahr mit veränderten Fenstergewänden wiederaufgebaut. Die Dreiecksgiebel des Querhauses wurden abgetragen und durch ein Walmdach ersetzt. Dabei ging der Dachreiter über der Vierung verloren. Das Innere der Kirch eis seien Mischung aus Barock und Neobarock. Auffällig ist die weit auskragende Hohlkehle, die zur Decke überleitet. |      |
| Metzer Straße 67 Lage           | Wohnhaus                                        | Das große Wohnhaus stammt vom Anfang des 19. Jahrhunderts und wird als Gaststätte genutzt. Der zweigeschossige Bau mit Krüppelwalmdach, Ecklisenen und Rechteckfenstern wurde über einem Gewölbekeller errichtet. |      |
| Provinzialstraße 16 Lage        | Wohnhaus                                        | Das zweigeschossige Wohnhaus wurde um 1910 erbaut. Der fünfachsige Bau besitzt einen Seitenrisalit mit Balkonkonsolen und Schweifgiebel. |      |
| Provinzialstraße 86 Lage        | Wohnhaus                                        | Der zweigeschossige Putzbau mit sechs Fensterachsen wurde in der zweiten Hälfte des 19. Jahrhunderts erbaut. Neobarocke Schulterbogenfenster und ein Konsolenkranzgesims schmücken den Bau. In der ersten und vierten Achse ein einachsiger vortretender Risalit ohne Kranzgesims. |      |
| Provinzialstraße 113 Lage       | Bahnhofsempfangsgebäude                         | Das Empfangsgebäude für die Saarlouiser Kleinbahn wurde 1898 errichtet. Der zweigeschossige Backsteinbau mit Satteldach besitzt drei Achsen mit geradem Sturz und Zierbogen im Obergeschoss und großen rundbogigen Zugängen im Erdgeschoss. An das Gebäude schließt sich eine eingeschossige Frachthalle an. |      |
| Provinzialstraße 116 Lage       | Wohnhaus                                        | Der barockisierende, zweigeschossige Eckbau aus Sandstein wurde um 1910 bis 1914 errichtet. Auffällig ist der runde Eckturm mit Laterne. |      |
| Provinzialstraße 118 Lage       | Wohnhaus                                        | Der zweigeschossige, traufständige Putzbau mit fünf Fensterachsen wird von einem Krüppelwalmdach gedeckt. Er entstand in der ersten Hälfte des 19. Jahrhunderts. Venezianisches Fenster im Giebel der Schmalseite. |      |
| Provinzialstraße 119 (bei) Lage | Wegekreuz                                       | Das Wagekreuz aus Sandstein wurde laut Inschrift 1866 errichtet und von einem neugotischen Baldachindach geschützt. Das Kreuz sitzt in einer Spitzbogennische mit Dreipass und Ornamenten. |      |

## Neuforweiler
| Lage                    | Bezeichnung  | Beschreibung | Bild |
| ----------------------- | ------------ | --- | ---- |
| Sablonhof Lage          | Sablonhof    | Die barocke Hofanlage wurde 1749 angelegt. |      |
| Sablonhof Lage          | Wegekreuz    | Das Sablonkreuz ist ein barockes Wegekreuz aus dem 18. Jahrhundert. Das Kruzifix steht auf einem breiten Sockel, einer Mensa und einem schmalen Postament mit Rocailleornamenten und kniender Maria Magdalena. |      |
| St. Avolder Straße Lage | St. Medardus | Die Kirche wurde in den Jahren 1864 bis 1866 nach Entwürfen des Architekten Franz Georg Himpler im neoromanischen Stil erbaut. Der Saalkirche vorlagert ist ein Glockenturm mit Spitzhelm, der mit Rundbogenfriesen und Lisenen geschmückt wird. Das vierachsige Langhaus wird durch Strebewerk vertikal gegliedert. Das Innere der Kirche ist in vier Joche mit Kreuzrippengewölben unterteilt. Die einzelnen Joche werden durch Gurtbögen getrennt. An das Landhaus schließt sich ein fünfseitiger, eingezogener Chor an. Das Innere der Kirche ist auffällig ausgemalt. Der Triumphbogen zum Chor ist ein von Säulen getragener Rundbogen in abstrakten Mustern. |      |

## Roden
| Lage                           | Bezeichnung                                                                  | Beschreibung | Bild |
| ------------------------------ | ---------------------------------------------------------------------------- | --- | ---- |
| Außerhalb der Ortslage         | Friedhofskreuz                                                               | Das barocke Friedhofskreuz wurde 1723 errichtet. Das Kruzifix steht auf einem geschwungenen Sockel mit Rocailleornament und Mensa. Puttenköpfe, Akanthusranken und ein Vanitassymbol zieren das Postament mit Inschrift. |      |
| Donatusstraße Lage             | Hochaltar mit Figuren des 18. Jh. in der kath. Pfarrkirche Maria Himmelfahrt | Der neugotische Hochaltar mit zwei Figuren des 18. Jahrhunderts stammt von C. Frank aus dem Jahr 1899. Er steht in der katholischen Kirche Maria Himmelfahrt. |      |
| Matthiasstraße (Friedhof) Lage | Grabstätte Joh. Georg Matthieu und Anna Maria                                | Die Grabstätte des „Hauptlehrers“ wurde 1879/80 aus Sandstein geschaffen. Auf einem Sockel sitzt ein Medaillenrahmen mit Rocailleelementen, in dem eine Marmortafel mit Inschrift sitzt. |      |
| Matthiasstraße (Friedhof) Lage | Grabstätte Müller-Fuchs, Terrakotta-Plastik                                  | Die Grabstätte aus dem Jahr 1913 besteht aus einem hohen Sockel, auf dem eine Terracottafigur mit Säule steht. Hinter dem Sockel verläuft eine querrechteckige Wand mit zwei Kreuzen. |      |
| Matthiasstraße (Friedhof) Lage | Grabstätte Richner-Schmitt                                                   | Die Grabstätte wurde 1920 angelegt. Im Zentrum steht ein Kruzifix auf einem hohen Sockel und Mensa. Das reliefartige Kreuz sitzt auf einer Wand mit Volumen und Girlande auf. Hinter dem zentralen Aufbau verläuft beiderseits eine Wand mit Marmortafel, auf der eine kleine Scheinbalustrade aufsitzt. Beide Flügel werden von einem Postament mit Aufsatz begrenzt. |      |
| Matthiasstraße (Friedhof) Lage | Grabstätte Joh. Phil. Thirion                                                | Die Grabplatte wurde 1888 auf einem Sockel für den Rodender Pfarrer Joh. Philipp Thirion errichtet. Dahinter steht ein Sandsteinkreuz. |      |
| Rodener Schanze Lage           | Westwallbunker                                                               | Der Rodener Bunker wurde 1939 im Rahmen des Westwallprogramms als Regelbautyp 114a mit Sechschartenkuppel errichtet. Die baufeste Ausstattung ist erhalten. In den 1980er Jahren wurde das Bauwerk saniert und diente als Zivilschutzanlage. |      |

## Saarlouis
| Lage | Bezeichnung                                                                    | Beschreibung | Bild |
| --- | ------------------------------------------------------------------------------ | --- | --- |
| Alte Brauereistraße/Bierstraße/Silberherzstraße/Sonnenstraße Lage                                                       | Ensemble Altstadt                                                              | Das Ensemble Altstadt gruppiert sich rund um die Bierstraße. Die meisten Häuser wurden im 18. und 19. Jahrhundert errichtet, aber auch Gebäude aus dem 17. Jahrhundert sind erhalten. | Das Ensemble Altstadt gruppiert sich rund um die Bierstraße. Die meisten Häuser wurden im 18. und 19. Jahrhundert errichtet, aber auch Gebäude aus dem 17. Jahrhundert sind erhalten. |
| Alte Brauereistraße/Bierstraße/Silberherzstraße/Sonnenstraße Lage                                                       | Ensemble Altstadt                                                              | Alte Brauereistraße 13, Kaserne 6, 1866–69 (Einzeldenkmal): Die Kaserne 6 wurde in den Jahren 1866 bis 1869 im spätklassizistischen Stil erbaut. 35 Gewölbeachsen prägen das Innere des 185 Meter langen Gebäudes. Außen sind je zwei Fensterachsen durch ein Blendfeld mit Segmentbogen gekuppelt. Ein Konsolgesims schließt den Baukörper zum Dach ab. Bis 1918 war das Bauwerk Stammkaserne des Infanterieregiments Nr. 30 „Graf Werder“. In den 1970er Jahren wurde die Kaserne restauriert und ist heute Sitz von Polizeiinspektion, Städtischem Museum, Stadtarchiv und Stadtbibliothek. | |
| Alte Brauereistraße/Bierstraße/Silberherzstraße/Sonnenstraße Lage                                                       | Ensemble Altstadt                                                              | Alte Brauereistraße 4, Wohnhaus mit Rückgebäude, Galerie und zwei Treppentürmen (Einzeldenkmal): Das zweigeschossige Bau mit Rückgebäude wurde 1691 errichtet. Zwei kleine Türme beherbergen die Treppen. | |
| Alte Brauereistraße/Bierstraße/Silberherzstraße/Sonnenstraße Lage                                                       | Ensemble Altstadt                                                              | Alte Brauereistraße 6, Wohnhaus (Ensemblebestandteil): Der zweigeschossige, vierachsige Putzbau wurde um 1890 errichtet. Das Erdgeschoss wurde durch Ladeneinbauten verändert. Das Obergeschoss mit Gesims besitzt Fenster mit Schulterbögen. | |
| Alte Brauereistraße/Bierstraße/Silberherzstraße/Sonnenstraße Lage                                                       | Ensemble Altstadt                                                              | Alte Brauereistraße 8, Wohnhaus (Ensemblebestandteil): Das Eckhaus wurde im frühen 18. Jahrhundert erbaut und 1906 umgebaut. Segmentbogenfenster belichten das Innere, ein Gurtgesims gliedert die Fassade. | |
| Alte Brauereistraße/Bierstraße/Silberherzstraße/Sonnenstraße Lage                                                       | Ensemble Altstadt                                                              | Alte Brauereistraße 10, Wohnhaus (Ensemblebestandteil): Das dreigeschossige, zweiachsige Gebäude wurde im 18. Jahrhundert errichtet. Gliederungen sind die stark profilierte Laibung im zweiten Obergeschoss und im ersten Obergeschoss die Laibung mit Blendbogen über dem Sturz. Das Erdgeschoss wurde im 19. Jahrhundert umgebaut. Die Fenster sind sowohl mit Segment- als auch mit flachen Schulterbögen ausgeführt. In der Fassade des Erdgeschosses sitzt teilweise ein Gesims. | |
| Alte Brauereistraße/Bierstraße/Silberherzstraße/Sonnenstraße Lage                                                       | Ensemble Altstadt                                                              | Alte Brauereistraße 12, Wohnhaus (Ensemblebestandteil): Das dreigeschossige dreiachsige Gebäude wurde im 18. Jahrhundert als zweigeschossiger Putzbau errichtet und im 19. Jahrhundert aufgestockt sowie im 20. Jahrhundert umgebaut. Die rechte Fensterachse wird durch eine Lisene von der restlichen Fassade abgetrennt. Die Fenster im ersten Obergeschoss besitzen einen geraden Sturz mit einem Blendbogen darüber, die im zweiten Obergeschoss sind mit Segmentbögen ausgeführt, werden aber von einem geraden Blendfeld abgeschlossen. | |
| Alte Brauereistraße/Bierstraße/Silberherzstraße/Sonnenstraße Lage                                                       | Ensemble Altstadt                                                              | Alte Brauereistraße 14, Wohnhaus mit Brunnen (Einzeldenkmal): Das dreigeschossige, fünfachsige Wohnhaus mit Ladeneinbau im Erdgeschoss wurde im frühen 19. Jahrhundert erbaut. Die Fenster sind mit geradem Sturz und einfacher Laibung ausgeführt. | |
| Alte Brauereistraße/Bierstraße/Silberherzstraße/Sonnenstraße Lage                                                       | Ensemble Altstadt                                                              | Alte Brauereistraße 16, Wohnhaus (Einzeldenkmal): Das große Wohngebäude wurde im frühen 19. Jahrhundert errichtet. In der zweiten Achse sitzt im Erdgeschoss ein großes rechteckiges dreiflügeliges Tor und schmiedeeisernem Gitter vor einem Oberlicht. Ecklisenen gliedern den dreigeschossigen Putzbau mit fünf Achsen, die teilweise mit Quaderung verziert sind. Auffällig ist die rechteckige Toreinfahrt mit schmiedeeisernem Gitter. Es besteht ein direkter, straßenseitiger Zugang zum Keller. | |
| Alte Brauereistraße/Bierstraße/Silberherzstraße/Sonnenstraße Lage                                                       | Ensemble Altstadt                                                              | Alte Brauereistraße 18, Wohn- und Geschäftshaus (Ensemblebestandteil): Der zweigeschossige Putzbau mit Satteldach wurde 1909 erbaut. Die Fenster im Erdgeschoss sind mit Rundbögen ausgeführt. Die im Obergeschoss sind hochrechteckig, und in den beiden linken Fensterachsen zu Zwillingsfenstern zusammengefasst. Darüber sitzt ein Zwerchhaus mit geschweiftem Giebel. | |
| Alte Brauereistraße/Bierstraße/Silberherzstraße/Sonnenstraße Lage                                                       | Ensemble Altstadt                                                              | Bierstraße 1, Wohnhaus (Einzeldenkmal): Der dreigeschossige Bau mit Mansarddach entstand im späten 17. Jahrhundert als zunächst zweigeschossiges Gebäude. Im Inneren sind eine Spindeltreppe aus der Bauzeit sowie der originale Gewölbekeller erhalten. | |
| Alte Brauereistraße/Bierstraße/Silberherzstraße/Sonnenstraße Lage                                                       | Ensemble Altstadt                                                              | Bierstraße 2, Wohnhaus (Ensemblebestandteil): Die beiden unteren Geschosse des dreigeschossigen Baus stammen aus der Zeit um 1700, das Obergeschoss wurde im späten 19. Jahrhundert historisierend aufgesetzt. | |
| Alte Brauereistraße/Bierstraße/Silberherzstraße/Sonnenstraße Lage                                                       | Ensemble Altstadt                                                              | Bierstraße 3, Wohnhaus (Ensemblebestandteil): Zweigeschossiger, traufständiger Putzbau aus dem 17. Jahrhundert, der im 19. und 20. Jahrhundert verändert wurde; vier Fensterachsen im Obergeschoss, im Erdgeschoss zentraler Eingang mit Ladeneinbauten rechts und links | |
| Alte Brauereistraße/Bierstraße/Silberherzstraße/Sonnenstraße Lage                                                       | Ensemble Altstadt                                                              | Bierstraße 4/6, Wohnhaus (Einzeldenkmal): Zweigeschossiges Doppelhaus mit einem auf der Parzellengrenze liegenden Eingang für beide Haushälften. Erbaut wurde das Gebäude Ende des 17. Jahrhunderts, es erhielt aber später zusätzliche Eingänge für die Ladeneinbauten im Erdgeschoss. Es besitzt originale Gewölbekeller mit straßenseitigem Zugang. | |
| Alte Brauereistraße/Bierstraße/Silberherzstraße/Sonnenstraße Lage                                                       | Ensemble Altstadt                                                              | Bierstraße 5, Wohnhaus (Einzeldenkmal): Zweigeschossiger, zweiachsiger Putzbau aus dem späten 17. Jahrhundert; im Inneren originale Spindeltreppe der Bauzeit | |
| Alte Brauereistraße/Bierstraße/Silberherzstraße/Sonnenstraße Lage                                                       | Ensemble Altstadt                                                              | Bierstraße 7, Wohnhaus (Ensemblebestandteil): Zweigeschossiger Putzbau aus der Zeit um 1700, in späterer Zeit stark verändert; | |
| Alte Brauereistraße/Bierstraße/Silberherzstraße/Sonnenstraße Lage                                                       | Ensemble Altstadt                                                              | Bierstraße 8, Wohnhaus (Ensemblebestandteil): Zweigeschossiger Putzbau aus der Zeit um 1700; in späterer Zeit stark verändert | |
| Alte Brauereistraße/Bierstraße/Silberherzstraße/Sonnenstraße Lage                                                       | Ensemble Altstadt                                                              | Bierstraße 9, ehemaliges Hospital mit Rückgebäude und Gewölbekellern (Einzeldenkmal): Der dreigeschossige Putzbau bestand ursprünglich aus zwei Häusern. Die unteren Geschosse wurden 1689 errichtet. Ab den 1720er Jahren wurde das Gebäude als Hospital genutzt, ab 1862 als Knabenschule. Barocker Bau mit Rückgebäude, beide mit Gewölbekellern, im Keller des Hauptbaus alter Brunnen. Die Schulterbogenfenster sind durch Sohlbankgesimse verbunden, Lisenen gliedern den Bau zusätzlich. Im Erdgeschoss ist heute ein Gastronomiebetrieb untergebracht. | |
| Alte Brauereistraße/Bierstraße/Silberherzstraße/Sonnenstraße Lage                                                       | Ensemble Altstadt                                                              | Bierstraße 10/12, Doppelwohnhaus (Einzeldenkmal): Zweigeschossiges Doppelhaus mit einem auf der Parzellengrenze liegenden Eingang für beide Haushälften. Das Gebäude entstand im späten 17. Jahrhundert und wurde später durch Ladeneinbauten verändert. Es besitzt originale Gewölbekeller mit straßenseitigen Zugängen. | |
| Alte Brauereistraße/Bierstraße/Silberherzstraße/Sonnenstraße Lage                                                       | Ensemble Altstadt                                                              | Bierstraße 11, Römer, Wohnhaus (Ensemblebestandteil): Zweigeschossiges, zweiachsiges Gebäude aus dem späten 17. Jahrhundert; Das Sandsteingebäude wurde im späten 19. Jahrhundert durch zwei stichbogige Arkaden verändert. Ein Geschoss- und ein Traufgesims und Zieranker schmücken den unverputzten Bau. | |
| Alte Brauereistraße/Bierstraße/Silberherzstraße/Sonnenstraße Lage                                                       | Ensemble Altstadt                                                              | Bierstraße 13, Marschall-Ney-Haus (Ensemblebestandteil): Das Geburtshaus des napoleonischen Marschalls Michel Ney ist ein zweigeschossiger, unverputzter Sandsteinbau aus dem späten 17. Jahrhundert, der im 19. Jahrhundert umgebaut wurde. Er besitzt vier Fensterachsen mit hochrechteckigen Fenstern, im Zentrum des Erdgeschosses liegt die fünfte Achse mit Eingang und Inschrift, darüber ist im Obergeschoss eine Gedenktafel für Ney angebracht. | |
| Alte Brauereistraße/Bierstraße/Silberherzstraße/Sonnenstraße Lage                                                       | Ensemble Altstadt                                                              | Bierstraße 14/16, Doppelwohnhaus mit Gewölbekellern und Backofen (Einzeldenkmal): Zweigeschossiges Doppelhaus aus dem späten 17. Jahrhundert mit zentralem, auf der Parzellengrenze liegendem Eingang für beide Haushälften; Für die später eingebauten Ladenlokale existieren heute eigene Eingänge. Die originalen Gewölbekeller haben straßenseitige Zugänge, im Haus Nr. 16 ist ein originaler Backofen erhalten. Im kleinen Innenhof befindet sich Spindeltreppe aus der Bauzeit. | |
| Alte Brauereistraße/Bierstraße/Silberherzstraße/Sonnenstraße Lage                                                       | Ensemble Altstadt                                                              | Bierstraße 15, Wohnhaus (Ensemblebestandteil): Das dreigeschossige Eckhaus wurde um 1900 unter Verwendung älterer Bausubstanz erbaut. | |
| Alte Brauereistraße/Bierstraße/Silberherzstraße/Sonnenstraße Lage                                                       | Ensemble Altstadt                                                              | Bierstraße 18, Wohnhaus (Ensemblebestandteil): Der zweigeschossige Bau entstand ursprünglich im späten 17. Jahrhundert als Doppelhaus mit zentralem Zugang. Das Gebäude wurde nach Zerstörung in den 1980er Jahren stark verändert wiederaufgebaut. Erhalten sind die Gewölbekeller aus dem 17. Jahrhundert. | |
| Alte Brauereistraße/Bierstraße/Silberherzstraße/Sonnenstraße Lage                                                       | Ensemble Altstadt                                                              | Bierstraße 19, Wohnhaus mit Gewölbekeller (Ensemblebestandteil): Dreigeschossiger Sandsteinbau mit fünf Achsen, entstanden als umfassender Umbau des 19. Jahrhunderts. Erhalten sind die barocken Gewölbekeller. | |
| Alte Brauereistraße/Bierstraße/Silberherzstraße/Sonnenstraße Lage                                                       | Ensemble Altstadt                                                              | Bierstraße 20, Wohnhaus (Ensemblebestandteil): Der dreigeschossige Bau wurde 1892 auf dreieckigem Grundriss errichtet. Er zeigt barockisierende Formen wie Mansarddach und Schulterbogenfenster. | |
| Alte Brauereistraße/Bierstraße/Silberherzstraße/Sonnenstraße Lage                                                       | Ensemble Altstadt                                                              | Silberherzstraße 6, Wohnhaus (Ensemblebestandteil): Der dreigeschossige dreiachsige Putzbau wurde im 18. Jahrhundert errichtet. 1900 wurde das Gebäude umgebaut, im Erdgeschoss wurden Ladenlokale eingebaut. Die Fenster sind im ersten Obergeschoss mit Segmentbögen ausgeführt, im zweiten Obergeschoss mit geradem Sturz. Ein Konsolkranzgesims schließt den Baukörper ab. | |
| Alte Brauereistraße/Bierstraße/Silberherzstraße/Sonnenstraße Lage                                                       | Ensemble Altstadt                                                              | Silberherzstraße 8, Wohnhaus (Ensemblebestandteil): Der schmale, dreigeschossige Putzbau mit drei Fensterachsen und historisierender Front entstand im späten 19. Jahrhundert durch Umbau eines älteren Hauses. Das Erdgeschoss ist mit Bänderrustika aus Sandstein verkleidet. Die Fenster des ersten Obergeschosses sind mit Dreiecksgiebeln verziert. | |
| Alte Brauereistraße/Bierstraße/Silberherzstraße/Sonnenstraße Lage                                                       | Ensemble Altstadt                                                              | Silberherzstraße 10, Wohnhaus (Ensemblebestandteil): Der dreigeschossige Bau aus dem 18. Jahrhundert wurde in jüngster Zeit deutlich verändert. | |
| Alte Brauereistraße/Bierstraße/Silberherzstraße/Sonnenstraße Lage                                                       | Ensemble Altstadt                                                              | Silberherzstraße 12, Wohnhaus (Ensemblebestandteil): Der zweigeschossige Putzbau aus dem 19. Jahrhundert wurde im Erdgeschoss durch Ladeneinbauten stark verändert. Im Obergeschoss sitzen sechs Fensterachsen mit Sohlbankgesims und Gurtgesims über den Fenstern. | |
| Alte Brauereistraße/Bierstraße/Silberherzstraße/Sonnenstraße Lage                                                       | Ensemble Altstadt                                                              | Silberherzstraße 12a, Wohn- und Geschäftshaus (Ensemblebestandteil): Der dreigeschossige zweiachsige Bau wurde im 19. Jahrhundert tiefgreifend verändert. Im Erdgeschoss wurde dabei ein Durchgang zum Postgässchen geschaffen. | |
| Alte Brauereistraße/Bierstraße/Silberherzstraße/Sonnenstraße Lage                                                       | Ensemble Altstadt                                                              | Silberherzstraße 13/15, Doppelwohnhaus (Ensemblebestandteil): Das Doppelhaus mit einem zentralen Eingang wurde im ersten Viertel des 18. Jahrhunderts errichtet, in der Folge jedoch besonders im Erdgeschoss stark verändert. | |
| Alte Brauereistraße/Bierstraße/Silberherzstraße/Sonnenstraße Lage                                                       | Ensemble Altstadt                                                              | Silberherzstraße 14, Wohnhaus (Ensemblebestandteil): Der dreigeschossige, dreiachsige Bau entstand im frühen 19. Jahrhundert. Im Erdgeschoss ist das Gebäude verputzt, darüber als unverputzter Quaderbau ausgeführt. Die Ladeneinbauten stammen aus dem späten 19. Jahrhundert. | |
| Alte Brauereistraße/Bierstraße/Silberherzstraße/Sonnenstraße Lage                                                       | Ensemble Altstadt                                                              | Silberherzstraße 16/18, Wohnhaus (Einzeldenkmal): Der zweigeschossige Bau wurde 1688 von Philipp Schultheiss erbaut. Er war ursprünglich einherrig. Die barocken Stichbogenfenster wurden teilweise verändert. Erhalten die rundbogige Einfahrt mit der datierenden Inschrift „1688“ im Keilstein. Darüber sitzt eine Fenstertür, die auf einen Balkon mit schmiedeeisernem Geländer führt. | |
| Alte Brauereistraße/Bierstraße/Silberherzstraße/Sonnenstraße Lage                                                       | Ensemble Altstadt                                                              | Silberherzstraße 17a, Wohnhaus (Ensemblebestandteil): Der zweigeschossige, zweiachsige Bau wurde im 18. Jahrhundert erbaut. Im Erdgeschoss sind die originalen Fensterrahmungen erhalten. | |
| Alte Brauereistraße/Bierstraße/Silberherzstraße/Sonnenstraße Lage                                                       | Ensemble Altstadt                                                              | Silberherzstraße 17b, Wohnhaus, 18. Jh., Aufstockung 19. Jh. (Ensemblebestandteil) | |
| Alte Brauereistraße/Bierstraße/Silberherzstraße/Sonnenstraße Lage                                                       | Ensemble Altstadt                                                              | Silberherzstraße 19, Wohnhaus, 19. Jh. (Ensemblebestandteil) | |
| Alte Brauereistraße/Bierstraße/Silberherzstraße/Sonnenstraße Lage                                                       | Ensemble Altstadt                                                              | Silberherzstraße 20, Wohnhaus, 1895 (Ensemblebestandteil) | |
| Alte Brauereistraße/Bierstraße/Silberherzstraße/Sonnenstraße Lage                                                       | Ensemble Altstadt                                                              | Silberherzstraße 21, Wohnhaus, 1. Viertel 18. Jh., Aufstockung 1942 (Ensemblebestandteil) | |
| Alte Brauereistraße/Bierstraße/Silberherzstraße/Sonnenstraße Lage                                                       | Ensemble Altstadt                                                              | Sonnenstraße 1/3, Wohnhaus mit Gewölbekellern, 4. Viertel 17. Jh. (Ensemblebestandteil) | |
| Friedensstraße/Pavillonstraße Lage                                                                                      | Ensemble Friedensstraße                                                        | Die Friedensstraße ist eine der wenigen Straßen in Saarlouis, die unmittelbar nach der Gründung der Festung späten 17. Jahrhundert geschlossen bebaut wurde. Die meisten Häuser stammen aus der Zeit um 1689 und wurden für hochgestellte Persönlichkeiten der Stadt errichtet. Nach Schäden in den beiden Weltkriegen wurden die Gebäude allerdings mehrfach verändert. Viele Gebäude besitzen aber noch originale barocke Kellergewölbe und Dachstühle. | Die Friedensstraße ist eine der wenigen Straßen in Saarlouis, die unmittelbar nach der Gründung der Festung späten 17. Jahrhundert geschlossen bebaut wurde. Die meisten Häuser stammen aus der Zeit um 1689 und wurden für hochgestellte Persönlichkeiten der Stadt errichtet. Nach Schäden in den beiden Weltkriegen wurden die Gebäude allerdings mehrfach verändert. Viele Gebäude besitzen aber noch originale barocke Kellergewölbe und Dachstühle. |
| Friedensstraße/Pavillonstraße Lage                                                                                      | Ensemble Friedensstraße                                                        | Friedensstraße 6a, Wohnhaus (Ensemblebestandteil): Der sechsachsige, zweigeschossige Bau wurde um 1690 errichtet. Er besitzt originale Gewölbekeller und zwei Brunnen im Hof. | |
| Friedensstraße/Pavillonstraße Lage                                                                                      | Ensemble Friedensstraße                                                        | Friedensstraße 8, Wohnhaus (Ensemblebestandteil): Der zweigeschossige Bau wurde um 1690 über Gewölbekellern errichtet. | |
| Friedensstraße/Pavillonstraße Lage                                                                                      | Ensemble Friedensstraße                                                        | Friedensstraße 10, Wohnhaus (Ensemblebestandteil): Der zweigeschossige, dreiachsige Bau wurde 1689 über Gewölbekeller errichtet, in der Folgezeit aber mehrfach verändert. | |
| Friedensstraße/Pavillonstraße Lage                                                                                      | Ensemble Friedensstraße                                                        | Friedensstraße 12, Wohnhaus mit Gewölbekeller (Ensemblebestandteil): Der zweigeschossige, fünfachsige Putzbau mit Segmentbogenfenstern wurde 1689 über Gewölbekeller errichtet und 1953 umfassend erneuert. | |
| Friedensstraße/Pavillonstraße Lage                                                                                      | Ensemble Friedensstraße                                                        | Friedensstraße 14, Wohnhaus, 1689 (Ensemblebestandteil): Der zweigeschossige, fünfachsige Putzbau mit verschiefertem Mansarddach wurde 1689 errichtet. Es wurde wohl als Haus des Berußter Amtmanns genutzt. Fenster und Tür sind mit flachen Schulterbogen mit Schlussstein ausgeführt. Über der Tür sitzt ein Oberlicht. | |
| Friedensstraße/Pavillonstraße Lage                                                                                      | Ensemble Friedensstraße                                                        | Pavillonstraße 23, Wohnhaus, 1742 (Ensemblebestandteil) | |
| Walter-Bloch-Straße Lage                                                                                                | Ensemble Alter Friedhof                                                        | Vorgänger waren die Friedhöfe vor der Saarbrücke am Deutschen Tor aus dem Jahr 1685, der später nur noch Garnisonsfriedhof war, und hinter dem ehemaligen Augustinerkloster aus dem Jahr 1696. 1714 wurde ein Friedhof in der Nähe der späteren Kaserne 10 an der Kavalleriestraße angelegt. 1773 wurde dann der alte Friedhof von der katholischen Kirchengemeinde St. Ludwig angelegt. Nach Norden wurde dann im 19. Jahrhundert ein städtischer Friedhof angelegt, nach Süden wurde 1834 der Garnisonsfriedhof angeschlossen, der nach Aufhebung der Garnison auch mit Zivilpersonen belegt wurde. | Vorgänger waren die Friedhöfe vor der Saarbrücke am Deutschen Tor aus dem Jahr 1685, der später nur noch Garnisonsfriedhof war, und hinter dem ehemaligen Augustinerkloster aus dem Jahr 1696. 1714 wurde ein Friedhof in der Nähe der späteren Kaserne 10 an der Kavalleriestraße angelegt. 1773 wurde dann der alte Friedhof von der katholischen Kirchengemeinde St. Ludwig angelegt. Nach Norden wurde dann im 19. Jahrhundert ein städtischer Friedhof angelegt, nach Süden wurde 1834 der Garnisonsfriedhof angeschlossen, der nach Aufhebung der Garnison auch mit Zivilpersonen belegt wurde.                             |
| Walter-Bloch-Straße Lage                                                                                                | Ensemble Alter Friedhof                                                        | Walter-Bloch-Straße, Alter Friedhof, 1773 (Ensemblebestandteil) | |
| Hohenzollernring / Lisdorfer Straße Lage                                                                                | Ensemble Hohenzollernring                                                      | Als 1871 Elsass-Lothringen an das Deutsche Reich angeschlossen wurde, verlor die Festung Saarlouis im Hinterland ihre strategische Bedeutung und wurde 1887 aufgehoben. Die Stadt strebte umgehend eine Ausweitung über die Festungsgrenzen hinaus an und begann 1890 mit der Schleifung der Festungswerke. Der Hohenzollernring verläuft auf den Mauern der äußeren Grabeneinfassung und die Lisdorfer Straße 1 und 2 auf den Mauern des Ravelin vor dem Französischen Tor. Es entstanden Gebäude, die die Bautätigkeit Ende des 19. Jahrhunderts bezeugen und eine reiche Fassadengestaltung mit Neorenaissance-Motiven zeigen. | Als 1871 Elsass-Lothringen an das Deutsche Reich angeschlossen wurde, verlor die Festung Saarlouis im Hinterland ihre strategische Bedeutung und wurde 1887 aufgehoben. Die Stadt strebte umgehend eine Ausweitung über die Festungsgrenzen hinaus an und begann 1890 mit der Schleifung der Festungswerke. Der Hohenzollernring verläuft auf den Mauern der äußeren Grabeneinfassung und die Lisdorfer Straße 1 und 2 auf den Mauern des Ravelin vor dem Französischen Tor. Es entstanden Gebäude, die die Bautätigkeit Ende des 19. Jahrhunderts bezeugen und eine reiche Fassadengestaltung mit Neorenaissance-Motiven zeigen. |
| Hohenzollernring / Lisdorfer Straße Lage                                                                                | Ensemble Hohenzollernring                                                      | Hohenzollernring 2, Wohnhaus (Ensemblebestandteil): Der zweigeschossige, historisierende Putzbau wurde 1897 nach Entwürfen von Carl Schlück mit Neorenaissance-Anklängen errichtet. 1954 wurde das Gebäude um einen leicht zurückgesetzten Anbau mit Eingang und Drillingsfenster erweitert. Die hochrechteckigen Fenster sind teilweise durch Gebälk mit Konsolen und gerader profilierter Verdachung ergänzt. Pilaster aus Klinkern mit Diamantquadern aus Sandstein gliedern das Gebäude. Im Zentrum sitzt leicht versetzt ein Zwerchhaus mit abgeflachtem Dreiecksgiebel und Balkon auf mächtigen Konsolen und schmiedeeisernem Geländer. | |
| Hohenzollernring / Lisdorfer Straße Lage                                                                                | Ensemble Hohenzollernring                                                      | Hohenzollernring 4, Wohnhaus (Einzeldenkmal): Das zweigeschossige Wohnhaus wurde 1901 nach einem Entwurf von Cornelius Bebber jun. in Neorenaissance-Formen erbaut. Es besitzt eine reiche skulpturale Ausgestaltung in den Fensterverdachungen aus Rund- und Dreiecksgiebeln und dem Zwerchhaus über einem Mittelrisalit. Das Erdgeschoss ist mit Naturstein verkleidet, das Obergeschoss verputzt. Im Erdgeschoss sitzen rundbogige Fenster und die Eingangstür mit Lünettenfenster. Pilaster rahmen die Fenster. | |
| Hohenzollernring / Lisdorfer Straße Lage                                                                                | Ensemble Hohenzollernring                                                      | Hohenzollernring 6, Wohnhaus (Ensemblebestandteil): Der zweigeschossige, historisierende Putzbau mit neogotischen Anklängen wurde 1901 nach einem Entwurf von Cornelius Bebber jun. erbaut. Die hochrechteckigen Fenster werden im Erdgeschoss von einem Blendbogen überragt, im Obergeschoss mit auffälliger Verdachung. Die erste Achse ist breit ausgeführt und besitzt Zwerchhaus und Balkon. Die fünfte Achse ist im Erdgeschoss als Rundbogentor ausgeführt. Mit dem Schlussstein verkröpft ist die Konsole eines Erkers, dessen Dach über ein Zwerchhaus betreten werden kann. | |
| Hohenzollernring / Lisdorfer Straße Lage                                                                                | Ensemble Hohenzollernring                                                      | Hohenzollernring 8, Wohnhaus (Ensemblebestandteil): Der zweigeschossige, historisierende Eckbau wurde um 1900 nach Plänen von Carl Schlück erbaut. Das auffällige Portal mit Doppelflügeltür wird von Pilastern flankiert, die ein Gebälk tragen, auf dem ein geschweifter Giebel sitzt. Darüber sitzt im Traufbereich ein Zwerchhaus mit einem Giebel, der die Form des Portalgiebels aufnimmt. | |
| Hohenzollernring / Lisdorfer Straße Lage                                                                                | Ensemble Hohenzollernring                                                      | Lisdorfer Straße 1, Hotel Kaiserhof (Ensemblebestandteil): Das ehemalige Hotel Kaiserhof wurde 1894 nach Plänen des Architekten Adolf Henne erbaut. Der dreigeschossige Neorenaissance-Bau wurde im Erdgeschoss mit Bänderrustika verziert und besitzt betonte Quaderungen. In der Ecke sitzt über dem Erdgeschoss ein Rechteckerker. Ein Konsolgesims schließt den Baukörper ab. Entlang des Hohenzollernrings wurde das Gebäude 1955/1956 für die Nutzung durch die Kreissparkasse erweitert. | |
| Hohenzollernring / Lisdorfer Straße Lage                                                                                | Ensemble Hohenzollernring                                                      | Lisdorfer Straße 2, Wohn- und Geschäftshaus (Einzeldenkmal): Der Bau mit Elementen des Neobarock wurde 1900 errichtet. Eine hohe Kuppel, flankiert von Zwerchhäusern und aufgesetzten Flammenvasen, bestimmt die Gebäudeecke zum Kleinen Markt. | |
| Hohenzollernring / Lisdorfer Straße Lage                                                                                | Ensemble Hohenzollernring                                                      | Lisdorfer Straße 4, Wohn- und Geschäftshaus (Ensemblebestandteil): Der viergeschossige, dreiachsige Bau stammt von 1910 und wurde mit neubarocken Elementen ausgeführt. | |
| Gatterstraße Lage | Ensemble Jüdischer Friedhof                                                    | Der jüdische Friedhof befindet sich unmittelbar südlich des Alten Friedhofs. Er wurde 1905 angelegt, nachdem der jüdische Friedhof in Diefflen zu klein geworden war. Bis heute wird der Friedhof von der Synagogengemeinde Saar belegt. Nur einige wenige Grabsteine vom Anfang des 20. Jahrhunderts haben sich erhalten, da der Friedhof bei Bombardierungen im Zweiten Weltkrieg zerstört wurde. Auf dem Friedhof sind einige Steine der alten Synagoge aufgestellt. | Der jüdische Friedhof befindet sich unmittelbar südlich des Alten Friedhofs. Er wurde 1905 angelegt, nachdem der jüdische Friedhof in Diefflen zu klein geworden war. Bis heute wird der Friedhof von der Synagogengemeinde Saar belegt. Nur einige wenige Grabsteine vom Anfang des 20. Jahrhunderts haben sich erhalten, da der Friedhof bei Bombardierungen im Zweiten Weltkrieg zerstört wurde. Auf dem Friedhof sind einige Steine der alten Synagoge aufgestellt. |
| Gatterstraße Lage | Ensemble Jüdischer Friedhof                                                    | Gatterstraße, Jüdischer Friedhof, 1905 (Ensemblebestandteil) | |
| Kaiser-Wilhelm-Straße/Kaiser-Wilhelm-Ring Lage                                                                          | Ensemble Kaiser-Wilhelm-Straße                                                 | Nachdem Saarlouis 1815 preußisch wurde, war die neue Verwaltung zunächst in verschiedenen Gebäuden der Stadt untergebracht, bis man sich 1894 entschloss, ein eigenes repräsentatives Kreisständehaus zu errichten. Unmittelbar nach der Fertigstellung wurde 1896 auch ein Gebäude für die Kreissparkasse errichtet. Nach dem wachsenden Raumbedarf wurde schließlich 1910/11 ein großer Erweiterungsbau als Landratsamt nördlich an das Kreisständehaus angefügt und durch einen Gang verbunden. Schon einige Jahre zuvor hatte man in der Nachbarschaft die evangelische Kirche und ein Pfarrhaus errichtet. | Nachdem Saarlouis 1815 preußisch wurde, war die neue Verwaltung zunächst in verschiedenen Gebäuden der Stadt untergebracht, bis man sich 1894 entschloss, ein eigenes repräsentatives Kreisständehaus zu errichten. Unmittelbar nach der Fertigstellung wurde 1896 auch ein Gebäude für die Kreissparkasse errichtet. Nach dem wachsenden Raumbedarf wurde schließlich 1910/11 ein großer Erweiterungsbau als Landratsamt nördlich an das Kreisständehaus angefügt und durch einen Gang verbunden. Schon einige Jahre zuvor hatte man in der Nachbarschaft die evangelische Kirche und ein Pfarrhaus errichtet.                   |
| Kaiser-Wilhelm-Straße/Kaiser-Wilhelm-Ring Lage                                                                          | Ensemble Kaiser-Wilhelm-Straße                                                 | Kaiser-Wilhelm-Straße, Evangelische Pfarrkirche (Einzeldenkmal): Die evangelische Kirche wurde 1904–1906 von Carl Schlück erbaut. Der historisierenden Saalkirche wurde ein markanter Eckturm mit neobarocker Haube zur Seite gestellt. Der Grundriss des Zentralbaus hat die Form eines griechischen Kreuzes mit Emporen in den vier Kreuzarmen. Das Hauptportal der Kirche wird flankiert von zwei Pilastern, die einen Rundbogen mit Schlussstein tragen. Darüber befindet sich ein Relief mit der Darstellung des Lamm Gottes. Der Schlussstein des Rundbogens zeigt eine Kartusche mit Christus-Monogramm. Die Innenausstattung der Kirche stammt weitgehend aus der Bauzeit der Kirche. Der Altar befindet sich im Zentrum der Kirche vor einer Wand mit vier Blendarkaden, unter denen außen zwei Türen mit Pflasterportalen liegen. Hier erreicht man die Sakristei und die Orgelempore. | |
| Kaiser-Wilhelm-Straße/Kaiser-Wilhelm-Ring Lage                                                                          | Ensemble Kaiser-Wilhelm-Straße                                                 | Kaiser-Wilhelm-Straße 4, Landratsamt (Einzeldenkmal): Der zweigeschossige barockisierende Eckbau mit Mansarddach und Belvedere-Aufsatz wurde 1910/11 nach Plänen von Kreisbaumeister Seidel als Erweiterungsbau des benachbarten Kreisständehauses errichtet. Der neunachsige Sandsteinbau wird von Fenstern unter Segment- und Schulterbögen belichtet. Einige Fenster besitzen aufwändige Verdachungen mit Muschelornamenten. Auf der linken Seite ist ein niedriger zurückgesetzter Anbau mit Balustraden angefügt, auf der rechten Seite ein zurückgesetzter Gebäudeteil. Im Winkel zwischen Kernbau und zurückgesetztem Teil sitzt ein neubarocker Vorbau mit von Pilastern gerahmtem Portal, das man über eine mächtige Freitreppe erreicht. | |
| Kaiser-Wilhelm-Straße/Kaiser-Wilhelm-Ring Lage                                                                          | Ensemble Kaiser-Wilhelm-Straße                                                 | Kaiser-Wilhelm-Straße 6, Kreisständehaus (Einzeldenkmal): Das Kreisständehaus wurde 1894/95 nach Plänen von Architekt Semmler und Kreisbaumeister Ballenberg errichtet. Der zweigeschossige Bau wurde mit barockisierenden Formen ausgeführt. Am Mittelrisalit sitzt ein Balkon auf schweren Konsolen. Das Erdgeschoss ist mit Bänderrustika aufgewertet, das Obergeschoss ist verputzt. Lisenen und Eckquader gliedern die Fassaden. Die Fenster im Erdgeschoss sind mit Rundbogen ausgeführt, die im Obergeschoss mit geradem Sturz. Statt eines Schlusssteins sitzt hier eine Konsole, die eine profilierte, weit auskragende Verdachung trägt. | |
| Kaiser-Wilhelm-Straße/Kaiser-Wilhelm-Ring Lage                                                                          | Ensemble Kaiser-Wilhelm-Straße                                                 | Kaiser-Wilhelm-Straße 8, Kreissparkasse (Einzeldenkmal): Die ehemalige Kreissparkasse wurde 1896 nach Plänen von Kreisbaumeister Ballenberg als zweigeschossiger historisierender Eckbau mit Mansarddach errichtet. | |
| Kaiser-Wilhelm-Straße/Kaiser-Wilhelm-Ring Lage                                                                          | Ensemble Kaiser-Wilhelm-Straße                                                 | Kaiser-Friedrich-Ring 46, evangelisches Pfarrhaus mit Sommerhalle im Garten und Garteneinfriedung (Ensemblebestandteil): Das Pfarrhaus ist ein schlichter historisierender Bau aus dem Jahr 1902, Architekt war Carl Schlück. 1906 erhielt das Haus eine Garteneinfriedung und eine Sommerhalle. | |
| Schlächterstraße Lage                                                                                                   | Ensemble Schlächterstraße                                                      | Das Ensemble Schlachterstraße verdeutlicht exemplarisch vor allem die Bautätigkeit des 18. Jahrhunderts in Saarlouis. Typisch sind die zweigeschossigen Doppelhäuser mit einem zentralen Eingang. Ihren Namen hat die Straße von dem 1695 erbauten Schlachthof und den umliegenden Metzgereien. | Das Ensemble Schlachterstraße verdeutlicht exemplarisch vor allem die Bautätigkeit des 18. Jahrhunderts in Saarlouis. Typisch sind die zweigeschossigen Doppelhäuser mit einem zentralen Eingang. Ihren Namen hat die Straße von dem 1695 erbauten Schlachthof und den umliegenden Metzgereien. |
| Schlächterstraße Lage                                                                                                   | Ensemble Schlächterstraße                                                      | Schlächterstraße 11, Wohnhaus (Ensemblebestandteil): Der zweigeschossige Putzbau mit zwei Achsen entstand im frühen 18. Jahrhundert. Von dem ehemaligen Doppelhaus ist nur noch die rechte Hälfte erhalten. | |
| Schlächterstraße Lage                                                                                                   | Ensemble Schlächterstraße                                                      | Schlächterstraße 13, Wohnhaus (Einzeldenkmal): Das zweigeschossige, fünfachsige Wohnhaus entstand im ersten Viertel des 18. Jahrhunderts. Das Erdgeschoss wurde durch Ladeneinbauten verändert, der zentrale Eingang musste weichen, rechts ist eine gusseiserne Ladenrahmung der Jahrhundertwende erhalten. Im Inneren ist die originale Treppe erhalten. | |
| Schlächterstraße Lage                                                                                                   | Ensemble Schlächterstraße                                                      | Schlächterstraße 15/17, Wohnhaus (Ensemblebestandteil): Der zweigeschossige vierachsige Putzbau stammt aus dem frühen 18. Jahrhundert. Das Erdgeschoss wurde durch Ladeneinbauten verändert, der zentrale Eingang fehlt. Im 19. Jahrhundert wurde das ursprünglich einherrige Haus getrennt und verändert. | |
| Vauban-Insel Lage | Ensemble Vauban-Insel                                                          | Die Festung Saarlouis war eine Inundationsfestung, deren Gräben und Umland im Verteidigungsfall unter Wasser gesetzt werden konnten. Dazu wurde die Saar, die zwischen Hauptfestung und nördlich vorgelegtem Hornwerk floss, mit Schleusentoren aufgestaut. Auf der Vauban-Insel wurde eine kleine Vorfestung erbaut, die diese Tore schützen sollte. | Die Festung Saarlouis war eine Inundationsfestung, deren Gräben und Umland im Verteidigungsfall unter Wasser gesetzt werden konnten. Dazu wurde die Saar, die zwischen Hauptfestung und nördlich vorgelegtem Hornwerk floss, mit Schleusentoren aufgestaut. Auf der Vauban-Insel wurde eine kleine Vorfestung erbaut, die diese Tore schützen sollte. |
| Vauban-Insel Lage | Ensemble Vauban-Insel                                                          | Vauban-Insel, Denkmal Marschall Ney (Einzeldenkmal): Die rund 5 Meter hohe, monolithische Betonplastik mit ovalem, flachem Betonsockel wurde 1946 von Jean Lambert Rucki geschaffen. Sie steht der Stadt zugewandt auf dem alten Pulvermagazin der Vauban-Insel und zeigt Michel Ney in stilisierter Uniform. Die farbige Plastik ist in reduzierter Formensprache ausgeführt: Der Mantel der Uniform umhüllt nahezu faltenlos die ganze Figur. Nur die rechte Schulter, der mit Orden und roter Schärpe geschmückte Oberkörper sowie die rechte Hand, die zum Säbelgriff fasst, sind sichtbar. | |
| Vauban-Insel Lage | Ensemble Vauban-Insel                                                          | Vauban-Insel, Festung, 17. Jh., Umbau 1. Viertel 19. Jh. (Ensemblebestandteil): Auf der Vauban-Insel wurde der Festung eine Kontergarde vorgelagert, die dem Schutz der Schleusenbrücke dienen sollte. Die „Contregarde Vauban“ besteht aus im Fluss stehenden, zweiseitigen Wallmauer. Zur Stadt ist die Insel von einer niedrigeren Mauer eingefasst. Seitlich ist ein kleiner Bootsanlegeplatz vorgesehen. | |
| Vauban-Insel Lage | Ensemble Vauban-Insel                                                          | Vauban-Insel, Pulvermagazin (Einzeldenkmal): einfacher Erdhügelbau, der nur auf der geschützten Seite zur Stadt aus dem Erdboden ragt; Das Pulvermagazin wurde im 17. Jahrhundert errichtet und im frühen 19. Jahrhundert umgebaut. Sichtbar ist nur die Sandsteinmauer mit Segmentbogeneingang und einem kleinen schartenartigen Fenster. | |
| Weißkreuzstraße Lage | Ensemble Weißkreuzstraße                                                       | Die rechte Seite der Weißkreuzstraße ist ein heute noch intakter geschlossener Bereich mit originaler Bebauung des frühen 18. Jahrhunderts. Das Ensemble dokumentiert die Bautätigkeit des 18. Jahrhunderts in Saarlouis. | Die rechte Seite der Weißkreuzstraße ist ein heute noch intakter geschlossener Bereich mit originaler Bebauung des frühen 18. Jahrhunderts. Das Ensemble dokumentiert die Bautätigkeit des 18. Jahrhunderts in Saarlouis. |
| Weißkreuzstraße Lage | Ensemble Weißkreuzstraße                                                       | Weißkreuzstraße 7, Wohnhaus (Ensemblebestandteil): Dreigeschossiger Eckbau aus dem frühen 18. Jahrhundert, 1862 aufgestockt; In der Ecklisene sitzt eine Nische mit barocker Figur eines Kardinals. Segmentbogenfenster, die über Sohlbankgesimse verbunden sind, belichten das Gebäude. Ein auskragendes Traufgesims schließt den Baukörper ab. | |
| Weißkreuzstraße Lage | Ensemble Weißkreuzstraße                                                       | Weißkreuzstraße 8, Wohnhaus (Ensemblebestandteil): zweigeschossiger Bau mit zentralem Eingang und Segmentbogenfenstern; Erbaut wurde der Putzbau im ersten Viertel des 18. Jahrhunderts. Im Erdgeschoss finden sich spätere Ladeneinbauten, rechts mit gusseiserner dekorierter Rahmung von 1901. | |
| Weißkreuzstraße Lage | Ensemble Weißkreuzstraße                                                       | Weißkreuzstraße 9, Wohnhaus (Ensemblebestandteil): dreigeschossiger Bau mit Resten des 18. Jahrhunderts, in der Folgezeit mehrfach verändert | |
| Weißkreuzstraße Lage | Ensemble Weißkreuzstraße                                                       | Weißkreuzstraße 10, Wohnhaus (Ensemblebestandteil): zweigeschossiger, traumständiger Putzbau mit Satteldach aus dem Jahr 1725; links rundbogige Einfahrt mit datiertem Schlussstein; Die Fenstergewände wurden im 19. Jahrhundert verändert. | |
| Weißkreuzstraße Lage | Ensemble Weißkreuzstraße                                                       | Weißkreuzstraße 11/12, Wohnhaus (Ensemblebestandteil): zweigeschossiger vierachsiger Bau mit Mansardendach aus dem frühen 18. Jahrhundert; Ladenrahmungen aus dem Jahr 1905; Segmentbogenfenster mit Keilstein belichten das Innere. | |
| Deutsche Straße/Engelstraße/Französische Straße/Großer Markt/Karcherstraße/Pavillonstraße/Sonnenstraße/Stiftstraße Lage | Kulturdenkmal Kernstadt Saarlouis                                              | Die Kernstadt Saarlouis liegt rund um den Großen Markt der Stadt, der zur Zeit des Festungsbaus als Zentrum entstand. Wegen der großflächigen Zerstörungen während des Zweiten Weltkriegs stammt ein großer Teil der Bebauung aus der Nachkriegszeit. | Die Kernstadt Saarlouis liegt rund um den Großen Markt der Stadt, der zur Zeit des Festungsbaus als Zentrum entstand. Wegen der großflächigen Zerstörungen während des Zweiten Weltkriegs stammt ein großer Teil der Bebauung aus der Nachkriegszeit. |
| Deutsche Straße/Engelstraße/Französische Straße/Großer Markt/Karcherstraße/Pavillonstraße/Sonnenstraße/Stiftstraße Lage | Kulturdenkmal Kernstadt Saarlouis                                              | Deutsche Straße 1–17 (ungerade Nummern), Wohn- und Geschäftshauszeile (Einzeldenkmäler): einheitliche Bebauung aus den Jahren 1953/54 nach Entwürfen der Architektengemeinschaft Berg, Ebenhardt, Hauk, Hoffmann und Klein | |
| Deutsche Straße/Engelstraße/Französische Straße/Großer Markt/Karcherstraße/Pavillonstraße/Sonnenstraße/Stiftstraße Lage | Kulturdenkmal Kernstadt Saarlouis                                              | Deutsche Straße 2–12 (gerade Nummern), Wohn- und Geschäftshauszeile (Einzeldenkmäler): einheitliche Bebauung aus den Jahren 1953/54 nach Entwürfen der Architektengemeinschaft Berg, Ebenhardt, Hauk, Hoffmann und Klein | |
| Deutsche Straße/Engelstraße/Französische Straße/Großer Markt/Karcherstraße/Pavillonstraße/Sonnenstraße/Stiftstraße Lage | Kulturdenkmal Kernstadt Saarlouis                                              | Engelstraße 2/4/6/8, Pavillonstraße 13, Wohn- und Geschäftshauszeile, um 1953/54 (Einzeldenkmäler) | |
| Deutsche Straße/Engelstraße/Französische Straße/Großer Markt/Karcherstraße/Pavillonstraße/Sonnenstraße/Stiftstraße Lage | Kulturdenkmal Kernstadt Saarlouis                                              | Französische Straße 1–29 (ungerade Nummern), Wohn- und Geschäftshauszeile (Einzeldenkmäler): Durch schwere Zerstörungen im Zweiten Weltkrieg war in der Innenstadt eine große Freifläche entstanden. 1946 legte der französische Stadtplaner Edouard Menkes einen Plan vor, der hier eine Neubebauung vorsah, die allerdings historische Vorgaben negierte und eine utopistische Bebauung vorsah. Nach massiver Kritik aus der Bevölkerung sah man davon ab und schrieb stattdessen im Sommer 1948 einen städtebaulichen Ideenwettbewerb aus. Eine Arbeitsgemeinschaft um Heinrich Latz, Toni Laub, Jakob Quirin, Willi Steinhauer, Kurt Baldauf, Klaus Hoffmann, Herbert Lück und Hans Hauk So gewann den Wettbewerb. Ihr Entwurf behielt den alten Stadtgrundriss mit seinem rechtwinkligen Straßensystem bei und nahm Rücksicht auf die im Umfeld noch vorhandene Altbausubstanz. Zum Großen und Kleinen Markt wählte man eine höhere riegelartige Bebauung, beiderseits der Französischen Straße rückt die Bebauung zurück. Die dreigeschossigen Gebäude orientierten sich hier an den historischen Gebäudehöhen. Die breite Straße und einheitliche Fassadengestaltung erweckt den Eindruck von Weitläufigkeit und Großzügigkeit. In den Jahren 1949/50 wurde der Entwurf schließlich umgesetzt. | |
| Deutsche Straße/Engelstraße/Französische Straße/Großer Markt/Karcherstraße/Pavillonstraße/Sonnenstraße/Stiftstraße Lage | Kulturdenkmal Kernstadt Saarlouis                                              | Französische Straße 2–32 (gerade Nummern), zwei Wohn- und Geschäftshauszeilen (Einzeldenkmäler): einheitliche Bebauung aus den Jahren 1950/51 von Heinrich Latz, Toni Laub, Jakob Quirin, Willi Steinhauer, Kurt Baldauf, Klaus Hoffmann, Herbert Lück und Hans Hauk („Bauhütte“) | |
| Deutsche Straße/Engelstraße/Französische Straße/Großer Markt/Karcherstraße/Pavillonstraße/Sonnenstraße/Stiftstraße Lage | Kulturdenkmal Kernstadt Saarlouis                                              | Großer Markt 1, Rathaus (Einzeldenkmal): Der zweiflügelige Winkelbau entstand 1951–1954 nach Entwürfen von Peter Foch. In das Gebäude wurde das „Haus Gottschalk“ aus dem Jahr 1688 integriert. Aus der Gebäudefront ragt ein auffälliger, hoher Glockenturm mit Walmdach, dessen Glockenstube durch senkrechte Streben gebildet wird. Die Obergeschosse ragen weit über das Erdgeschoss hinaus und werden von schmalen Rundsäulen gehalten. So entstehen umlaufende Arkadengänge. In der Erdgeschossfront sitzt ein stadtgeschichtlicher Bildreliefzyklus von Nikolaus Simon. Im Gobelinsaal finden sich Wandteppiche und Sessel, die König Ludwig XIV. dem Präsidialgericht 1687 schenkte. | |
| Deutsche Straße/Engelstraße/Französische Straße/Großer Markt/Karcherstraße/Pavillonstraße/Sonnenstraße/Stiftstraße Lage | Kulturdenkmal Kernstadt Saarlouis                                              | Großer Markt 10–14, Wohn- und Geschäftshauszeile, 1949/50 von Heinrich Latz, Toni Laub, Jakob Quirin, Willi Steinhauer, Kurt Baldauf, Klaus Hoffmann, Herbert Lück und Hans Hauk („Bauhütte“) (Einzeldenkmäler) | |
| Deutsche Straße/Engelstraße/Französische Straße/Großer Markt/Karcherstraße/Pavillonstraße/Sonnenstraße/Stiftstraße Lage | Kulturdenkmal Kernstadt Saarlouis                                              | Großer Markt 15–17, Wohn- und Geschäftshauszeile, 1950/51 von Heinrich Latz, Toni Laub, Jakob Quirin, Willi Steinhauer, Kurt Baldauf, Klaus Hoffmann, Herbert Lück und Hans Hauk („Bauhütte“) (Einzeldenkmäler) | |
| Deutsche Straße/Engelstraße/Französische Straße/Großer Markt/Karcherstraße/Pavillonstraße/Sonnenstraße/Stiftstraße Lage | Kulturdenkmal Kernstadt Saarlouis                                              | Großer Markt 25–28, Wohn- und Geschäftshauszeile, 1953/54, Architektengemeinschaft Berg, Eberhardt, Hauk, Hoffmann und Klein (Einzeldenkmäler) | |
| Deutsche Straße/Engelstraße/Französische Straße/Großer Markt/Karcherstraße/Pavillonstraße/Sonnenstraße/Stiftstraße Lage | Kulturdenkmal Kernstadt Saarlouis                                              | Karcherstraße 5, 7, 9 / Französische Straße 32, Wohn- und Geschäftshauszeile, 1950/51 von Heinrich Latz, Toni Laub, Jakob Quirin, Willi Steinhauer, Kurt Baldauf, Klaus Hoffmann, Herbert Lück und Hans Hauk („Bauhütte“) (Einzeldenkmäler) | |
| Deutsche Straße/Engelstraße/Französische Straße/Großer Markt/Karcherstraße/Pavillonstraße/Sonnenstraße/Stiftstraße Lage | Kulturdenkmal Kernstadt Saarlouis                                              | Karcherstraße 11, 13, 15 / Französische Straße 29, Wohn- und Geschäftshauszeile, 1949/50 von Heinrich Latz, Toni Laub, Jakob Quirin, Willi Steinhauer, Kurt Baldauf, Klaus Hoffmann, Herbert Lück und Hans Hauk („Bauhütte“) (Einzeldenkmäler) | |
| Deutsche Straße/Engelstraße/Französische Straße/Großer Markt/Karcherstraße/Pavillonstraße/Sonnenstraße/Stiftstraße Lage | Kulturdenkmal Kernstadt Saarlouis                                              | Pavillonstraße 13, Wohn- und Geschäftshaus, um 1953/54 (Einzeldenkmal) | |
| Deutsche Straße/Engelstraße/Französische Straße/Großer Markt/Karcherstraße/Pavillonstraße/Sonnenstraße/Stiftstraße Lage | Kulturdenkmal Kernstadt Saarlouis                                              | Pavillonstraße 15, Wohnhaus, 1901 (Einzeldenkmal) | |
| Deutsche Straße/Engelstraße/Französische Straße/Großer Markt/Karcherstraße/Pavillonstraße/Sonnenstraße/Stiftstraße Lage | Kulturdenkmal Kernstadt Saarlouis                                              | Pavillonstraße 17, Wohn- und Geschäftshaus, um 1953/54 (Einzeldenkmal) | |
| Deutsche Straße/Engelstraße/Französische Straße/Großer Markt/Karcherstraße/Pavillonstraße/Sonnenstraße/Stiftstraße Lage | Kulturdenkmal Kernstadt Saarlouis                                              | Sonnenstraße 14/16, Wohn- und Geschäftshauszeile, 1950/51 von Heinrich Latz, Toni Laub, Jakob Quirin, Willi Steinhauer, Kurt Baldauf, Klaus Hoffmann, Herbert Lück und Hans Hauk („Bauhütte“) (Einzeldenkmäler) | |
| Deutsche Straße/Engelstraße/Französische Straße/Großer Markt/Karcherstraße/Pavillonstraße/Sonnenstraße/Stiftstraße Lage | Kulturdenkmal Kernstadt Saarlouis                                              | Sonnenstraße 19/21/23, Wohn- und Geschäftshauszeile, 1950/51 von Heinrich Latz, Toni Laub, Jakob Quirin, Willi Steinhauer, Kurt Baldauf, Klaus Hoffmann, Herbert Lück und Hans Hauk („Bauhütte“) (Einzeldenkmäler) | |
| Deutsche Straße/Engelstraße/Französische Straße/Großer Markt/Karcherstraße/Pavillonstraße/Sonnenstraße/Stiftstraße Lage | Kulturdenkmal Kernstadt Saarlouis                                              | Stiftstraße 1, 3, 5, Wohn- und Geschäftshauszeile, um 1951/52 von Heinrich Latz, Toni Laub, Jakob Quirin, Willi Steinhauer, Kurt Baldauf, Klaus Hoffmann, Herbert Lück und Hans Hauk („Bauhütte“) (Einzeldenkmäler) | |
| Deutsche Straße/Engelstraße/Französische Straße/Großer Markt/Karcherstraße/Pavillonstraße/Sonnenstraße/Stiftstraße Lage | Kulturdenkmal Kernstadt Saarlouis                                              | Stiftstraße 2, 4, 6, Wohn- und Geschäftshauszeile, um 1951/52 von Heinrich Latz, Toni Laub, Jakob Quirin, Willi Steinhauer, Kurt Baldauf, Klaus Hoffmann, Herbert Lück und Hans Hauk („Bauhütte“) (Einzeldenkmäler) | |
| Adlerstraße 4 Lage | Wohnhaus mit Rückgebäuden und Einfriedungsmauer                                | Der traufständige, zweigeschossige Putzbau mit flachem Satteldach wurde 1691 errichtet. Schulterbogenfenster belichten das Innere. In der äußersten linken Achse sitzt im Erdgeschoss ein Rundbogentor, das von schlichten Pilastern gerahmt wird. Diese halten ein Gebälk. Im Keilstein sitzt eine Inschrift mit der Jahreszahl 1691. Das Wohnhaus bildet mit den Rückgebäuden und den Einfriedungsmauern einen kleinen Hof. | |
| Am Stadtgarten Lage | Kriegerdenkmal für Gefallene des Ersten Weltkriegs                             | Im Park des Stadtgartens steht das Kriegerdenkmal für die Gefallenen des Ersten Weltkriegs. Es besteht aus einem aus Bruchsteinen geschichteten Obelisken mit einer Bronzeplatte. Der Entwurf stammt aus dem Jahr 1929 von dem Düsseldorfer Künstler Ernst Dallmann. | |
| Am Stadtgarten Lage | Innenschanze                                                                   | 1821 | |
| Am Stadtgarten Lage | Hornwerk, Eckbastion, Gedenktafeln                                             | Erhalten sind große Reste der Befestigung des Hornwerks, eine Eckbastion und Festungsmauern. Angelegt wurden die Festungsanlagen im 17. Jahrhundert, in den 1820er Jahren wurden sie unter preußischer Herrschaft verändert. Das Hornwerk diente vor allem dem Schutz der Schleusenbrücke. In die Festungsmauer eingelassen sind zwei Gedenktafeln. | |
| Anton-Merziger-Ring Lage                                                                                                | Kasematten, Kurtine                                                            | Die Kasematten entstanden 1680 bis 1686 und wurden im Zuge der preußischen Erweiterung der Festungsanlagen 1824–1829 ausgebaut. Die mit Erde bedeckten Gewölbe dienten im Verteidigungsfalle Soldaten und Pferden als Unterkünfte und Gefechtsstände. In Friedenszeiten lagerten dort Proviant und Waffen. Ab 1972 wurden die Kasematten restauriert und zu Restaurants umgenutzt. | |
| Anton-Merziger-Ring Lage                                                                                                | Kasematten, Kurtine, Wall, Gewölbekeller                                       | | |
| Anton-Merziger-Ring Lage                                                                                                | Bastion 6 „Albrecht“                                                           | Die Bastion 6 entstand um 1685 und war ab 1693 auch Pulvermagazin. Um 1820 wurde das Gebäude umgebaut. | |
| Augustinerstraße 1 Lage                                                                                                 | Wohnhaus                                                                       | zweigeschossiger barocker Eckbau des frühen 18. Jahrhunderts; Mansardwalmdach und Segmentbogenfenster stammen aus der Erbauungszeit, die Fensterlaibungen wurden jedoch später überarbeitet. Die Tür wurde mit einem profilierten Gewände ausgestattet. | |
| Augustinerstraße 5 Lage                                                                                                 | Wohnhaus                                                                       | neoklassizistisches Wohn- und Geschäftshaus aus der Zeit um 1880; rustiziertes Sockelgeschoss und zwei durch Gesims getrennte Obergeschosse; fein profilierte Rechteckfensterrahmung mit Ohrenfaschen | |
| Augustinerstraße 8 Lage                                                                                                 | Wohnhaus                                                                       | dreigeschossiges Wohnhaus aus dem späten 17. Jahrhundert mit barockem Oberlichtportal; Das Gebäude war ursprünglich zweigeschossig und wurde im 19. Jahrhundert aufgestockt. | |
| Augustinerstraße 10 Lage                                                                                                | Wohnhaus                                                                       | zweigeschossiger, traufständiger Putzbau aus dem späten 17. Jahrhundert mit barockem Oberlichtportal; Fenster mit Schulterbogen und Keilstein | |
| Augustinerstraße 12 Lage                                                                                                | Wohnhausfassade                                                                | dreigeschossige Fassade des ursprünglich barocken, zweigeschossigen Wohnhauses aus dem späten 17. Jahrhundert; 1984 wurde das Gebäude grundlegend saniert, dabei blieb nur die Fassade im Original erhalten. | |
| Augustinerstraße 17 Lage                                                                                                | Wohnhaus                                                                       | Das zweigeschossige Eckgebäude wurde im zweiten Viertel des 18. Jahrhunderts errichtet. Das Mansarddach und die profilierten Fenstergewände stammen noch aus der Bauzeit. Im Gebäudekomplex sitzt ein kleiner Innenhof, das Rückgebäude zur Kavalleriestraße wurde allerdings verändert. | |
| Choisyring 10 Lage | Laboratorium, Munitionsdepot                                                   | Das „Laboratorium“ genannte Gebäude diente der Befüllung von Munitionskartuschen. Es wurde 1821 von den Preußen außerhalb der eigentlichen Festung erbaut. Der schlichte eingeschossige Bau wird von einem flachgeneigten Walmdach gedeckt. | |
| Deutsche Straße Lage | Deutsches Tor                                                                  | Das deutsche Tor führt durch die Kasematten und wurde in preußischer Zeit im frühen 19. Jahrhundert erbaut. Die beiderseits des heute verschwundenen Haupttores liegenden Fußgängertore sind noch vorhanden, es sind rundbogige Durchgänge in dem aus großem Sandsteinquader gearbeiteten Torblock. | |
| Deutsche Straße 14 Lage                                                                                                 | Proviantamt                                                                    | Der zweigeschossige Bau mit Walmdach und breiten gequaderten Ecklisenen wurde um 1838 erbaut. Ursprünglich war das Gebäude mit dem südlich der Deutschen Straße gelegenen Teil in der Deutschen Straße 19 ein durchgehender Bau von 112 m Länge. In der Mitte gab es ein rundbogiges Tor mit Rustizierung, das als Durchfahrt diente. 1899 wurden dann bei der Errichtung der Dampfkleinbahn die Mittelachsen herausgebrochen. | |
| Deutsche Straße 19 Lage                                                                                                 | Proviantamt                                                                    | | |
| Friedensstraße 6 Lage                                                                                                   | Wohnhaus                                                                       | Der dreigeschossige, vierachsige Bau entstand um 1890 mit gotisierenden Details an den Fenstern und dem Kranzgesims. | |
| II. Gartenreihe 8 Lage                                                                                                  | Gartenpavillon                                                                 | oktogonaler Gartenpavillon aus dem letzten Viertel des 19. Jahrhunderts aus guss- und geschmiedetem Flacheisen mit offener Kuppel und Laterne | |
| Großer Markt Lage | Platzfläche, Platanenallee                                                     | Der von einer doppelten Platanenallee umgebene quadratische Platz war ursprünglich Mittelpunkt der Festung und diente als Parade- und Exerzierplatz. Mit einer Fläche von 10.000 Quadratmetern war er gegenüber der übrigen Fläche der Festungsstadt extrem groß. | |
| Großer Markt Lage | Vier Brunnen                                                                   | Die vier Brunnen des Großen Marktes liegen an den vier Marktecken. Bis 1832 standen dort Holzbrunnen, die die Bürger mit Trinkwasser versorgten. 1842 erbauten die Preußen dann die heutigen Brunnen aus Stein. | |
| Großer Markt Lage | Marienbrunnen                                                                  | Aus Anlass des von Papst Pius XII. am 8. September 1953 verkündeten Marianischen Jahres beschloss der Saarlouiser Stadtrat 1954 die Errichtung des Marienbrunnens. Unter Leitung von Stadtbaurat Peter Focht entwarfen Cecilie Satzl-Hoffmann und Hanns Satzl die Anlage. Die Marienfigur schuf der Künstler Hans Bogler. In der Mitte des runden Brunnenbeckens aus Kalkstein steht eine Säule, die von einem kapitellartigen, unterteilten Kalkstein-Zylinder mit Inschrift abgeschlossen wird. Über dem Zylinder erhebt sich die überlebensgroße Bronzefigur der Gottesmutter mit Jesuskind. An der Unterseite des Kapitells fließt Wasser aus fünf bronzenen Öffnungen und ergießt sich über zwei versetzt angeordnete, flache Schalen in das große Brunnenbecken. | |
| Großer Markt 4 Lage | Wohnhaus                                                                       | an die Kirche angebauter dreigeschossiger schmaler Barockbau von 1687, der alle Veränderungen der Kirche überstand | |
| Großer Markt 5 Lage | Kath. Kirche St. Ludwig                                                        | Ursprünglich stand am Ort der heutigen Kirche ein Barockbau, der im 19. Jahrhundert wegen Baufälligkeit abgerissen werden musste. Die Ludwigskirche wurde 1864–1866 nach Plänen des Architekten Heinrich Müller als dreischiffige neugotische Hallenkirche errichtet. 1883–1885 folgte der Neubau des Westturms nach Plänen von Vincenz Statz, nachdem der alte barocke Turm bei einem Blitzschlag zerstört worden war. Durch eine Absenkung des Grundwasserspiegels wurde das Kirchenschiff allerdings instabil und musste 1965 abgerissen werden. Das Westwerk mit dem Kirchturm blieb erhalten, dahinter wurde 1969/70 eine moderne Betonhalle nach Plänen des Architekten Gottfried Böhm errichtet. | |
| Großer Markt 6 Lage | Wohnhaus                                                                       | an die Kirche angebauter dreigeschossiger schmaler Barockbau von 1687, der alle Veränderungen der Kirche überstand | |
| Grünebaumstraße 1 Lage                                                                                                  | Wohnhaus                                                                       | Der zweigeschossige, fünfachsige Putzbau mit Mansarddach stammt aus der ersten Hälfte des 18. Jahrhunderts. Im reich profilierten Schulterbogen des Portals der Mittelachse sitzt eine barocke Schlusssteinmaske, wohl aus dem Umkreis des Ferdinand Ganal. 1931 wurden im Erdgeschoss Ladenlokale mit barockisierenden Schlusssteinmasken eingebaut. | |
| Grünebaumstraße 2 Lage                                                                                                  | Haus Koch, Wohnhaus                                                            | Das dreigeschossige, sechsachsige Wohnhaus mit Mansardwalmdach wurde 1737 erbaut und später rechts um eine Achse mit rundbogiger Einfahrt erweitert. An den Stichbogenfenstern des Obergeschosses und einem Fenster des Erdgeschosses finden sich Schlusssteinmasken von Ferdinand Ganal aus der Erbauungszeit. Lisenen und ein Sohlbankgesims im Obergeschoss gliedern den Putzbau. Das Gebäude war von 1877 bis 1895 Sitz der Verwaltung des Landkreises. | |
| Gutenbergstraße 1 Lage                                                                                                  | Druckerei Hausen                                                               | Dem zweigeschossigen Verwaltungsbau ist rückwärtig eine ehemalige Druckereihalle angeschlossen. Der historisierende Klinkerbau wurde 1899 nach Plänen von Bruno Weber erbaut. | |
| Gymnasiumstraße 1 Lage                                                                                                  | Villa                                                                          | Die Villa entstand 1906 nach Entwürfen von Hans Weszkalnys für den Chefarzt der benachbarten Klinik. Auf Wunsch des Bauherrn orientierten sich die Pläne stark am venezianischen Villenbau der Renaissance. Der zweigeschossige Bau mit dreibogiger Loggia wird von einem flachgeneigten Walmdach gedeckt. | |
| Handwerkerstraße 2 Lage                                                                                                 | Mehrfamilienwohnhaus, Wohnhaus                                                 | Das fünfachsige, dreigeschossige Mehrfamilienwohnhaus wurde 1913/1914 vom Militär-Neubauamt Saarlouis für länger dienende Soldaten erbaut. Im Zentrum des neoklassizistischen Putzbaus sitzt ein dreiachsiger Mittelrisalit mit Thermenfenster im Dreiecksgiebel. | |
| Hohenzollern-Ring Lage                                                                                                  | sog. „Dreißiger-Denkmal“, Ehrenmal                                             | Das Ehrenmal entstand 1910 zum Gedenken an den Deutsch-Französischen Krieg von 1870/71. Auf einem Sockel erhebt sich die Figur eines kniender Kriegers, nach Modell von Wilhelm Wandschneider in Lauchhammer gegossen. Er ist mit einem Tierfell bekleidet und hält einen Lorbeerkranz. Dabei stützt er sich auf sein Schwert und trauert um die Gefallenen des (4. Rheinischen) Infanterie-Regiments Nr. 30 „Graf Werder“. | |
| Kaiser-Friedrich-Ring Lage                                                                                              | Ehrenmal                                                                       | Das Ehrenmal wurde von der Bürgerschaft der Stadt Saarlouis ursprünglich auf dem Großen Markt vor der Kommandantur für die Gefallenen des Ersten Weltkriege errichtet und erhielt später zusätzlich eine Widmung für die Gefallenen des Zweiten Weltkriegs. Auf dem Obelisk steht eine nackte Kriegerfigur. | |
| Kaiser-Friedrich-Ring Lage                                                                                              | Busbahnhof mit Wartehalle                                                      | Der Busbahnhof ist ein typischer 1950er-Jahre-Bau aus dem Jahr 1955, der nach Plänen von Oberbauart Peter Focht entstanden ist. Ein weit vorkragendem Flachdach schützt die Wartenden. Die Halle ist ein Stahlbetonskelettbau mit verklinkerten Ausfachungen. Die originalen Stahl-Drehfenster sind erhalten. | |
| Kaiser-Friedrich-Ring 9 Lage                                                                                            | Wohnhausfassade                                                                | Von dem ursprünglichen, 1902 von Carl Schlück erbauten Wohnhaus blieb beim Neubau einer Bankfiliale nur die reich geschmückte neobarocke Fassade erhalten. | |
| Kaiser-Friedrich-Ring 26/28 Lage                                                                                        | Theater am Ring, 1957–60 von Hanns Rüttgers (Einzeldenkmal)                    | | |
| Kaiser-Wilhelm-Straße Lage                                                                                              | Festungsmauer, 17. Jh. (Einzeldenkmal)                                         | | |
| Karcherstraße 6 Lage | Kaserne 4                                                                      | Der langgestreckte, zweigeschossige Kasernenbau wurde in preußischer Zeit von 1860 bis 1863 für das 3. Infanterieregiment 30 errichtet. Der schlichte, steinsichtige Bau mit gedoppelten Rechteckfenstern und hohem Konsolenkranzgesims ist heute Bestandteil der Einkaufsgalerie Kleiner Markt. | |
| Kavalleriestraße 3–7 Lage                                                                                               | Kaserne 10                                                                     | Die Kaserne ist der architektonisch aufwendigste und älteste preußische Kasernenbau der Stadt. Er wurde 1832/33 für das 2. Infanterieregiment 30 errichtet. Der zweigeschossige Bau mit durch ein Mezzanin überhöhtem Mittelrisalit wird durch Lisenen gegliedert. | |
| Kleiner Markt 4 Lage | Wohn- und Geschäftshaus, 1897, Umbau der Fassade 1928 (Einzeldenkmal)          | | |
| Lothringer Straße 1 Lage                                                                                                | Wohn- und Geschäftshaus                                                        | Der dreigeschossige Putzbau mit Mansarddach wurde 1896 nach Entwürfen von Carl Schlück erbaut. An der abgeschrägten Gebäudeecke sitzen Balkone auf schweren barockisierenden Konsolen. Die originalen Balkongitter sind erhalten. Bänderrustika schmücken das Gebäude, Lisenen und Gesimse gliedern den Bau symmetrisch. Ein Traufgesims schließt den Baukörper ab. | |
| Lothringer Straße 7 Lage                                                                                                | Wohnhaus                                                                       | Der zweigeschossige Bau mit barockisierenden Masken und Dekor wurde 1898 errichtet. Die nur wenig vorgezogenen Eckrisalite sind von geschwungenen Giebeln bedeckt. | |
| Ludwigstraße Lage | Ehrenmal für die „Gefallenen Kameraden Feldartillerieregiment von Holtzendorf“ | Das Ehrenmal steht auf einem kleinen eingefassten Platz in einer Parkanlage. Es wurde in den 1920er Jahren für die Gefallenen des Feldartillerieregiments „von Holtzendorf“ errichtet. Nach dem Zweiten Weltkrieg war nur der Sockel erhalten. Auf dem Sockel steht heute ein brüllender Löwe aus Bronze, der 1958 von dem Künstler Walther Perron geschaffen wurde, der sich an dem zerstörten Vorbild des Frankfurter Bildhauers Wilhelm Ohly orientierte. Auf den Tafeln am Sockel des Denkmals sind Schlachten und Gefechtserinnerungen aus dem Ersten Weltkrieg verzeichnet. Der Löwe wurde durch die Saarlouiser Glockengießerei in Fraulautern gegossen. | |
| Ludwigstraße 5 Lage | Villa Barbara                                                                  | Das zweigeschossige Gebäude mit Mansarddach ist ein reich gegliederter Villenbau in Neorenaissance-Formen. Errichtet wurde es 1895 nach Plänen des als Stadtbaumeister tätigen Architekten Scheyer. Zum Anwesen gehören die rückwärtigen Remisen. | |
| Ludwigstraße 15 Lage | Villa Anna                                                                     | Die Villa Anna ist ein 1895 errichteter, aufwendiger zweigeschossiger Bau in Neorenaissance-Formen mit Mansarddach. | |
| Ludwigstraße 21 Lage | Villa                                                                          | Die Villa wurde 1894 nach Entwürfen von Josef Georgen errichtet. Der zweigeschossige Baukörper mit durch Lisenen betonter Mittelachse (mit Balkon) ist symmetrisch gegliedert. | |
| Luxemburger Ring 2 Lage                                                                                                 | Wohnhaus für Unteroffiziere                                                    | Das Mahrfamilienwohnhaus für Unteroffiziere wurde 1910 nach Plänen von Ganisonbauinspektor Zimmermann erbaut. Der dreigeschossige barockisierende Bau wird durch Rustikalisenen gegliedert. | |
| Luxemburger Ring 8 Lage                                                                                                 | Familienwohnhaus für Unteroffiziere                                            | Das Mahrfamilienwohnhaus für Unteroffiziere wurde 1910 nach Plänen von Ganisonbauinspektor Zimmermann erbaut. Der dreigeschossige barockisierende Bau wird durch Rustikalisenen gegliedert. | |
| Metzer Straße 20 Lage                                                                                                   | Villa                                                                          | Die zweigeschossige Villa wurde 1901 von Carl Schlück erbaut. Neben den zeittypischen historisierenden Formen in der Dekoration sind Einflüsse des Jugendstils erkennbar. | |
| Metzer Straße 45 Lage                                                                                                   | Marienhof, Gartenpavillon, Umfassungsmauer                                     | Das Hofgut wurde im 17. Jahrhundert von Henri Claude de Chermont erbaut und im 18. und 19. Jahrhundert umgebaut. Es besteht aus einem zweigeschossigen Hauptbau mit Sohlbankgesimsen und zentralem Eingang, einem Gartenpavillon und einer Umfassungsmauer mit Ecktürmchen. | |
| Pavillonstraße 8–16 Lage                                                                                                | Kaserne 1                                                                      | Die Kaserne 1 ist der älteste Kasernenbau der Stadt. Das Gebäude wurde 1683 als zweigeschossiger Bau mit 32 Achsen errichtet und von den Preußen 1838 um ein Geschoss aufgestockt. Dabei wurden die Walmdächer durch ein Mansarddach ersetzt. Der Bau besteht aus dem etwas breiteren Kopfbau für die Offiziere und einem daran anschließenden schmäleren Teil für die Mannschaften. Die Fenster werden von Segmentbögen überfangen, das Erdgeschoss hat überwiegend bodentiefe Fenster. Ein Geschossgesims über dem Erdgeschoss und ein Gurtgesims über dem zweiten Obergeschoss gliedern den Bau. | |
| Pavillonstraße 19 Lage                                                                                                  | Haus Schild                                                                    | Das ehemalige Wohnhaus des Notars Collin de Parkuhr wurde laut Portalinschrift 1688 erbaut. Nach starken Kriegsschäden wurde es 1951 instand gesetzt, um ein Geschoss erhöht und in den Rathausneubau integriert. Das pilastergerahmte Portal wird von einem Sprenggiebel und einem Wappen mit bourbonischen Lilien überspannt. | |
| Pavillonstraße 41 Lage                                                                                                  | Unterirdisches Pulvermagazin                                                   | Der Pulverbunker wurde 1843 errichtet. Der kleine quadratischer Raum wird von einem Kreuzgratgewölbe überspannt und über einen tonnengewölbten Zugang betreten. Der Treppenabgang wird von Sandsteinmauern gerahmt. | |
| Prälat-Subtil-Ring 3 Lage                                                                                               | Villa, Vorgartenmauer, Eisengitter und Tor                                     | Die dreigeschossige Villa mit Mansardwalmdach wurde im frühen 20. Jahrhundert errichtet. Bis auf ein breites rundbogiges Fenster sind alle Fenster hochrechteckig mit profilierter Laibung ausgeführt. Im Zentrum des Gebäudes liegt eine polygonale Auslucht mit Drillingsfenstern, die in ein Zwerchhaus mit Dreiecksgiebel übergeht. Der Eingang liegt in der rechten Achse, die weit zurückgesetzt wurde. | |
| Prälat-Subtil-Ring 10 Lage                                                                                              | Amtsgericht mit Ausstattung, Gefängnis                                         | Der dreigeschossige historisierende Bau wurde 1907 errichtet. Das Gericht befindet sich im Vordergebäude, das Gefängnis im Rückgebäude. Das hohe Sockelgeschoss ist mit Rustika verkleidet, die auch die Ecklisenen von Mittel- und Eckrisaliten bildet. Alle Risalite werden von gestuften Giebeln überragt. Auf dem Walmdach sitzt zentral ein oktogonaler Dachreiter mit offener Laterne. Die Fenster werden von Spitz-, Rund- und Schulterbogen überspannt, aber auch gerade Stürze sind vorhanden. | |
| Saar Lage | Alte Saarbrücke, Straßenbrücke                                                 | Die Brücke entstand im ersten Viertel des 19. Jahrhunderts aus den Resten einer Brücke aus dem 17. Jahrhundert. Flussaufwärts sind die alten Pfeiler spitzwinklig ausgeführt, flussabwärts gerade. Die originalen Führungsschienen für die Schleusen sind erhalten. 1968 wurde die Brücke ausgebaut und verstärkt. | |
| Saar Lage | Uferbefestigung                                                                | Entlang des Saar-Altarms zwischen Vauban-Insel und Max-Planck-Gymnasium bestehen beiderseits des Flusses die alten Uferbefestigungen im Zustand der 1680er Jahre mit Veränderungen aus preußischer Zeit. | |
| Silberherzstraße 1 Lage                                                                                                 | Wohnhaus                                                                       | Das dreigeschossige Eckhaus besitzt auf beiden Seiten je vier Fensterachsen. Der Putzbau stammt aus dem frühen 18. Jahrhundert. Erkennbar ist das nur noch an den barocken Fensterrahmungen. Das Erdgeschoss wurde durch Einbau von Ladenlokalen stark verändert. | |
| Silberherzstraße 4 Lage                                                                                                 | Wohnhaus                                                                       | Das dreigeschossiges Wohnhaus entstand 1897 nach Plänen des Saarlouiser Architekten Bruno Weber mit reich geschmückter historisierender Fassade mit neobarocken Anklängen. Ein weit auskragendes Konsolkranzgesims schließt den Baukörper ab. Das Erdgeschoss wurde durch Einbau von Ladenlokalen verändert. | |
| Sonnenstraße 10 Lage | Wohnhaus                                                                       | Der zweigeschossige fünfachsige Bau mit zentralem Eingang wurde Ende des 17. Jahrhunderts erbaut. Im Erdgeschoss wurden um 1900 Ladenlokale eingebaut. | |
| Sonnenstraße 12 Lage | Wohnhaus mit Gewölbekellern                                                    | Zweigeschossiger Bau mit zentralem Eingang, Gewölbekellern und Mansarddach. Erbaut wurde das Gebäude Ende des 17. oder Anfang des 18. Jahrhunderts. Das Erdgeschoss ist durch Ladeneinbauten verändert, der originale straßenseitige Kellerzugang ist erhalten. | |
| Sonnenstraße 13 Lage | Wohnhaus                                                                       | Der schmale, zweigeschossige Putzbau entstand im früheren 18. Jahrhundert. Das Gebäude wurde im Zweiten Weltkrieg schwer beschädigt und 1955 unter Verwendung alter Bausubstanz wieder aufgebaut. Zwischen den beiden Fenstern des Obergeschosses sitzt eine barocke Nische mit Marienfigur und Inschrift „Pour la gloire de dieu“. | |
| Stiftstraße 14–18 Lage                                                                                                  | Canisianum                                                                     | Das Canisianum wurde 1840/41 von Johann Claudius von Lassaulx als Krankenhaus errichtet. 1900/01 wurde von Dombaumeister Wilhelm Schmitz eine Krankenkapelle angebaut. Nach der Verlegung des städtischen Krankenhauses kaufte 1929 der Jesuitenorden das Anwesen. 2007 gaben die Jesuiten die Niederlassung in Saarlouis auf, die Kirche wurde profaniert. Im Jahr 2012 erwarb die Priesterbruderschaft St. Petrus das leerstehende Kirchengebäude und das Wohnhaus. Die Kirche wurde mit Anklängen an die Neoromanik errichtet. Das Langhaus mit Dachreiter ist dreijochig mit Kreuzrippengewölbe. Daran schließt ein eingezogener Polygonalchor an. Das ehemalige Hospital ist ein zweigeschossiger Sandsteinbau mit elf Achsen. An einen Anbau mit drei Achsen schließt sich die Kirche an. | |
| Vaubanstraße 25 Lage | Altar der Krankenhauskapelle                                                   | um 1928–30 | |
| Zeughausstraße 7 Lage                                                                                                   | Wohnhaus                                                                       | Zweigeschossiger schmaler Bau mit Satteldach aus dem späten 17. Jahrhundert; Zwischen den Fenstern des Obergeschosses befindet sich eine kleine barocke Figurennische. | |
| Zeughausstraße 8 Lage                                                                                                   | Wohnhaus mit Gewölbekellern                                                    | Das dreigeschossige Eckhaus wurde Ende des 17. Jahrhunderts bzw. Anfang des 18. Jahrhunderts über einem älteren Gewölbekeller errichtet. Im 19. Jahrhundert erhöhte man das Gebäude um ein Stockwerk und nahm eine barockisierende Angleichung der neuen Fenster vor. | |